# Phelan Hill
Phelan Hill (MBE) (født 21. juli 1979 i Bedford, England) er en engelsk roer, olympisk guldvinder og tredobbelt verdensmester.
Hill vandt ved OL 2012 i London en bronzemedalje for Storbritannien som styrmand i landets otter. Fire år senere, ved OL 2016 i Rio de Janeiro, vandt han guld i samme disciplin.
Hill har desuden vundet tre verdensmesterskaber i otter, ved henholdsvis VM 2013 i Sydkorea, VM 2014 i Holland og VM 2015 i Frankrig. Han vandt desuden en EM-sølvmedalje i samme disciplin ved EM 2015 i Polen.

## OL-medaljer
- 2016:  Guld i otter
- 2012:  Bronze i otter